# Un conte d'apothicaire
Pour plus de détails, voir Fiche technique et Distribution.
Un conte d'apothicaire (It's the Old Army Game) est un film américain réalisé par A. Edward Sutherland, sorti en 1926.

## Synopsis
Elmer Prettywillie est un pharmacien et propriétaire d'un magasin général d'une petite ville dont les clients sont au mieux excentriques et au pire grossiers et exigeants. La seule joie de Prettywillie est sa jolie commis alors que sa jeune tante a le béguin pour lui sans que cela soit réciproque. Une nuit particulièrement chaude, alors qu'il tente de dormir sur un porche arrière extérieur, Prettywillie est dérangé par une série de colporteurs bruyants, y compris un homme portant un bloc de glace hargneux, qui insiste pour que Prettywillie soulève son propre bloc de glace lourd et qui fond rapidement. Un voisin insiste alors pour que Prettywillie surveille son bébé bratty que Prettywillie tente joyeusement d'étouffer pour arrêter ses pleurs. Le bébé finit par s'emparer d'un gros maillet et le frappe sur la tête de son baby-sitter. Ce dernier finit par détruire le porche arrière lorsqu'il décharge accidentellement un fusil de chasse.
Plus tard, Prettywillie et sa famille organisent un pique-nique sur la pelouse d'un domaine privé et ordonnent au propriétaire de la maison de nettoyer leur désordre impie et jonché de papier. L'arnaqueur immobilier George Parker arrive en ville et tombe sous le charme de Marshall. Celle-ci demande à Prettywillie de laisser Parker vendre des biens immobiliers hors du magasin. Lorsque la police arrive et emmène Parker dans le cadre d'une précédente mauvaise affaire, Prettywillie doit faire face à la colère des investisseurs.
Il décide de faire un voyage rapide à New York, dans l'espoir de localiser Parker. Peu habitué à la circulation urbaine, il conduit à contresens dans une rue à sens unique et se fait cisailler plusieurs parties de sa voiture. Il engage ensuite une mule pour tirer la voiture. L'animal finit pat refuser de bouger et Prettywillie essaie de donner un coup de pied à la mule et ne réussit qu'à abimer ce qui reste de la voiture.
De retour chez lui vaincu, Prettywillie se rend au commissariat, mais il apprend qu'un promoteur a racheté les terrains au prix fort, enrichissant la ville et faisant de lui un héros. Lorsque la jeune tante arrive, Prettywillie l'enferme dans une cellule et fait une retraite précipitée. Pendant ce temps, Prettywillie et Parker se sont enfuis.

## Fiche technique
- Titre français : Un conte d'apothicaire[1]
- Titre original : It's the Old Army Game
- Réalisation : A. Edward Sutherland
- Scénario : Thomas J. Geraghty (en), J. Clarkson Miller, William LeBaron et Ralph Spence d'après la pièce The Comic Supplement de J. P. McEvoy (en) et W. C. Fields
- Photographie : Alvin Wyckoff
- Pays de production : États-Unis
- Format : Noir et blanc - 1,33:1 - Film muet
- Date de sortie : 1926

## Distribution
- W. C. Fields : Elmer Prettywillie
- Louise Brooks : Mildred Marshall
- Blanche Ring (en) : Tessie Overholt
- William Gaxton : George Parker
- Josephine Dunn : Society Bather